# Stadtbahn Bergamo–Albino
Die Stadtbahn Bergamo–Albino ist eine Stadtbahnlinie, die die Städte Bergamo und Albino verbindet. Sie fängt am Bahnhof Bergamo an und fährt auf der Trasse der bis 1967 bestehenden Ferrovia della Valle Seriana. Diese führte ehemals weiter bis nach Clusone und Parre.

## Geschichte
Schon zwischen 1912 und 1953 waren die Städte Bergamo und Albino durch eine Überlandstraßenbahn verbunden, die im Straßenraum der Straße zwischen den beiden Städten verkehrte. Sie war meterspurig und mit 600 V Gleichspannung elektrifiziert wie das damalige städtische Straßenbahnnetz von Bergamo.
Im Jahr 1993 nahm das italienische Parlament ein Gesetz an, das den Übergang der Immobilien und der Infrastruktur der Ferrovie della Valle Seriana e della Valle Brembana an die Provinz Bergamo herbeiführte. Ziel war es, ein Straßenbahn- oder Metronetz aufzubauen.
Nach verschiedenen Diskussionen erwies sich eine moderne Straßenbahn (metrotranvia) als beste Lösung. Am 20. Juli 2000 gründeten die Gemeinde und die Provinz Bergamo die Gesellschaft Tramvie Elettriche Bergamasche (TEB). Diese sollte die erste Straßenbahnlinie, genannt T1, planen und bauen – unter Nutzung der Trasse der ehemaligen Eisenbahnlinie.
Die Strecke zwischen Bergamo und Alzano Centro wurde am 24. April 2009 eingeweiht und am folgenden Tag dem Verkehr übergeben. Die lange Bauzeit erklärte sich durch den Konkurs des beauftragten Bauunternehmens und den Einsturz eines Tunnels. Die Eröffnung der Gesamtstrecke bis nach Albino geschah am 10. Juni 2009.
Mit dem Betrieb der Straßenbahnlinie wurde die TEB bis 2011 betraut. Im Anschluss sollte der gesamte öffentliche Nahverkehr der Provinz Bergamo ausgeschrieben werden.
Im Mai 2023 wurde der Bau einer zweiten Straßenbahnlinie bekanntgegeben, welche Bergamo mit Villa d’Almè verbinden soll, wobei zwischen den Bahnhof Bergamo und der Haltestelle San Fermo die bereits bestehende Strecke mitgenutzt und ansonsten die Trasse der stillgelegten Ferrovia Valle Brembana genutzt werden soll. Der Bau der Strecke, welche im September 2026 in Betrieb genommen werden soll, hat Ende 2023 begonnen, wobei die Baukosten inklusive der Beschaffung von zehn Straßenbahnwagen 211,5 Mio. Euro betragen sollen, wovon das Ministerium für Infrastruktur und Verkehr 151,5 Mio. €, die Region Lombardei 40 Mio. €, die Stadt und die Provinz Bergamo 9,5 Mio. € sowie die anderen an der Strecke anliegenden Gemeinden 4 Mio. € beisteuern werden.

## Fahrgastzahlen
Im ersten Betriebsjahr der Straßenbahn wurden folgende Fahrgastzahlen erreicht:
- 2,3 Millionen Fahrgäste insgesamt;
- 300 000 Fahrgäste im Monat während der Schulzeiten;
- 10 000 bis 11 000 Fahrgäste an Werktagen;
- 4000 Fahrgäste an Sonntagen[2][3]

Im Jahr 2022 nutzen ca. 15.064 Fahrgäste am Tag die bestehende Linie, deren Fahrten zur Hauptverkehrszeit zu 82 % ausgelastet sind. Insgesamt werden pro Jahr zwischen 4,1 Mio. und 4,5 Mio. Fahrgäste befördert.

## Infrastruktur
| \| \| \| Bergamo FS (Bahnhof) T 1 T 2 \| \| \| \| Bergamo Borgo Palazzo \| \| \| \| Tunnel Borgo Palazzo \| \| \| \| Bergamo San Fermo \| \| \| \| Verzweigung der Strecken \| \| \| \| Bergamo Bianzana \| \| \| \| Bergamo Redona \| \| \| \| Bergamo Negrisoli \| \| \| \| Bergamo Martinella \| \| \| \| Bergamo Bronzetti \| \| \| \| Bergamo Santa Catarina \| \| \| \| Bergamo Stadio \| \| \| \| Bergamo de Gasperi \| \| \| \| Bergamo Crocefisso \| \| \| \| Bergamo San Antonio \| \| \| \| Stadtgrenze Bergamo \| \| \| \| Pontesecco \| \| \| \| Tunnel Ramera \| \| \| \| Ponterancia \| \| \| \| Tunnel Maresana \| \| \| \| Ramera \| \| \| \| Petosino \| \| \| \| zum Betriebshof Petosino (Linie T 2) \| \| \| \| Paladina \| \| \| \| Almè Volta \| \| \| \| Villa d’Almè Mazzi \| \| \| \| Brücke Rino \| \| \| \| Villa d'Almè Capolinea T 2 \| \| \| \| Torre Boldone \| \| \| \| zum Betriebshof Ranica (Linie T 1) \| \| \| \| Ranica \| \| \| \| Alzano Centro \| \| \| \| Alzano Sopra \| \| \| \| Nembro Camozzi \| \| \| \| Nembro Centro \| \| \| \| Nembro Saletti \| \| \| \| Pradalunga \| \| \| \| Albino T 1 \| |  |                                      |                                      |
| U-Bahn-Kopfbahnhof Streckenanfang |  | Bergamo FS (Bahnhof) T 1 T 2         | Bergamo FS (Bahnhof) T 1 T 2         |
| U-Bahn-Haltepunkt / Haltestelle |  | Bergamo Borgo Palazzo                | Bergamo Borgo Palazzo                |
| U-Bahn-Tunnel |  | Tunnel Borgo Palazzo                 | Tunnel Borgo Palazzo                 |
| U-Bahn-Haltepunkt / Haltestelle |  | Bergamo San Fermo                    | Bergamo San Fermo                    |
| U-Bahn-Abzweig geradeaus und ehemals nach links · U-Bahn-Strecke von rechts (außer Betrieb) |  | Verzweigung der Strecken             | Verzweigung der Strecken             |
| U-Bahn-Haltepunkt / Haltestelle · U-Bahn-Strecke (außer Betrieb) |  | Bergamo Bianzana                     | Bergamo Bianzana                     |
| U-Bahn-Haltepunkt / Haltestelle · U-Bahn-Strecke (außer Betrieb) |  | Bergamo Redona                       | Bergamo Redona                       |
| U-Bahn-Haltepunkt / Haltestelle · U-Bahn-Strecke (außer Betrieb) |  | Bergamo Negrisoli                    | Bergamo Negrisoli                    |
| U-Bahn-Haltepunkt / Haltestelle · U-Bahn-Strecke (außer Betrieb) |  | Bergamo Martinella                   | Bergamo Martinella                   |
| U-Bahn-Strecke · U-Bahn-Haltepunkt / Haltestelle (Strecke außer Betrieb) |  | Bergamo Bronzetti                    | Bergamo Bronzetti                    |
| U-Bahn-Strecke · U-Bahn-Haltepunkt / Haltestelle (Strecke außer Betrieb) |  | Bergamo Santa Catarina               | Bergamo Santa Catarina               |
| U-Bahn-Strecke · U-Bahn-Haltepunkt / Haltestelle (Strecke außer Betrieb) |  | Bergamo Stadio                       | Bergamo Stadio                       |
| U-Bahn-Strecke · U-Bahn-Haltepunkt / Haltestelle (Strecke außer Betrieb) |  | Bergamo de Gasperi                   | Bergamo de Gasperi                   |
| U-Bahn-Strecke · U-Bahn-Haltepunkt / Haltestelle (Strecke außer Betrieb) |  | Bergamo Crocefisso                   | Bergamo Crocefisso                   |
| U-Bahn-Strecke · U-Bahn-Haltepunkt / Haltestelle (Strecke außer Betrieb) |  | Bergamo San Antonio                  | Bergamo San Antonio                  |
| U-Bahn-Grenze · U-Bahn-Grenze (Strecke außer Betrieb) |  | Stadtgrenze Bergamo                  | Stadtgrenze Bergamo                  |
| U-Bahn-Strecke · U-Bahn-Haltepunkt / Haltestelle (Strecke außer Betrieb) |  | Pontesecco                           | Pontesecco                           |
| U-Bahn-Strecke · U-Bahn-Tunnel (Strecke außer Betrieb) |  | Tunnel Ramera                        | Tunnel Ramera                        |
| U-Bahn-Strecke · U-Bahn-Haltepunkt / Haltestelle (Strecke außer Betrieb) |  | Ponterancia                          | Ponterancia                          |
| U-Bahn-Strecke · U-Bahn-Tunnel (Strecke außer Betrieb) |  | Tunnel Maresana                      | Tunnel Maresana                      |
| U-Bahn-Strecke · U-Bahn-Haltepunkt / Haltestelle (Strecke außer Betrieb) |  | Ramera                               | Ramera                               |
| U-Bahn-Strecke · U-Bahn-Haltepunkt / Haltestelle (Strecke außer Betrieb) |  | Petosino                             | Petosino                             |
| U-Bahn-Strecke · U-Bahn-Abzweig geradeaus, nach links und von links (Strecke außer Betrieb) |  | zum Betriebshof Petosino (Linie T 2) | zum Betriebshof Petosino (Linie T 2) |
| U-Bahn-Strecke · U-Bahn-Haltepunkt / Haltestelle (Strecke außer Betrieb) |  | Paladina                             | Paladina                             |
| U-Bahn-Strecke · U-Bahn-Haltepunkt / Haltestelle (Strecke außer Betrieb) |  | Almè Volta                           | Almè Volta                           |
| U-Bahn-Strecke · U-Bahn-Haltepunkt / Haltestelle (Strecke außer Betrieb) |  | Villa d’Almè Mazzi                   | Villa d’Almè Mazzi                   |
| U-Bahn-Strecke · U-Bahn-Brücke (Strecke außer Betrieb) |  | Brücke Rino                          | Brücke Rino                          |
| U-Bahn-Strecke · U-Bahn-Kopfbahnhof Streckenende (Strecke außer Betrieb) |  | Villa d'Almè Capolinea T 2           | Villa d'Almè Capolinea T 2           |
| U-Bahn-Haltepunkt / Haltestelle |  | Torre Boldone                        | Torre Boldone                        |
| U-Bahn-Abzweig geradeaus, nach rechts und von rechts |  | zum Betriebshof Ranica (Linie T 1)   | zum Betriebshof Ranica (Linie T 1)   |
| U-Bahn-Haltepunkt / Haltestelle |  | Ranica                               | Ranica                               |
| U-Bahn-Haltepunkt / Haltestelle |  | Alzano Centro                        | Alzano Centro                        |
| U-Bahn-Haltepunkt / Haltestelle |  | Alzano Sopra                         | Alzano Sopra                         |
| U-Bahn-Haltepunkt / Haltestelle |  | Nembro Camozzi                       | Nembro Camozzi                       |
| U-Bahn-Haltepunkt / Haltestelle |  | Nembro Centro                        | Nembro Centro                        |
| U-Bahn-Haltepunkt / Haltestelle |  | Nembro Saletti                       | Nembro Saletti                       |
| U-Bahn-Haltepunkt / Haltestelle |  | Pradalunga                           | Pradalunga                           |
| U-Bahn-Kopfbahnhof Streckenende |  | Albino T 1                           | Albino T 1                           |

### Linie T1 (Seriana-Tal)
Am Bahnhof von Bergamo beginnend verläuft die Linie T1 nach Nordosten aus der Stadt heraus und folgt dem Verlauf der ehemaligen Nebenbahn Ferrovia della Valle Seriana durch die Vororte Torre Boldone, Rancia, Alzano, Nembro und Pradalunga. In Albinio endet die Tramlinie heute, die ursprüngliche Bahnlinie verlief von hier weiter bis Clusone.
Die beiden Endstationen sind dreigleisig als Stumpfendstelle ausgeführt, abgesehen davon ist die Linie eine zweigleisige oberirdische Stadtbahnstrecke mit Überlandcharakter und einer Länge von 12,5 km und 16 Haltestellen. Das Gleis ist mit zum Teil mit Vignolschienen und zum Teil mit Rillenschienen ausgestattet und hat eine Spurweite von 1435 mm.
Die gesamte Strecke verläuft auf einem eigenen Gleiskörper. Die höhengleichen Bahnübergänge sind mit Lichtsignalen gesichert. Die Höchstgeschwindigkeit beträgt 70 km/h, womit eine durchschnittliche Reisegeschwindigkeit von 24,95 km/h erreicht wird.
35 % der Strecke sind als Rasengleis ausgeführt.

### Linie T2 (Brembana-Tal)
Die zweite Strecke, welche über 17 Haltestellen verfügen soll, wovon sieben Haltestellen Umsteigemöglichkeiten zum Busnetz bieten werden, wird zum Großteil auf einen eigenen Gleiskörper trassiert sein und bis auf einen Tunnel sowie eine Brücke zweigleisig trassiert werden. Darüber hinaus ist der nachträgliche Bau zweier weiterer Haltestellen zu einem späteren Zeitpunkt angedacht.
Die Linie T2 folgt dem Verlauf der ehemaligen Bahnstrecke Ferrovia della Valle Brembana von Bergamo aus über Ponteranica, Sorisole und Almè bis nach Villa d'Almè.

### Depot Rancia

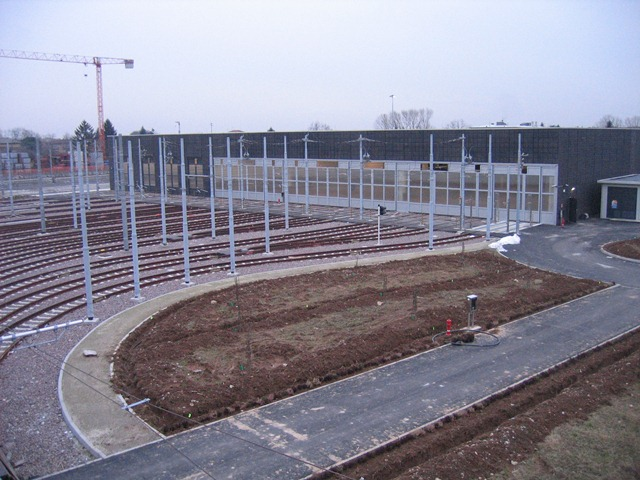
Depot- und Werkstattareal in Rancia

In Rancia befindet sich an der Via Tezze unmittelbar neben der Strecke der Linie T1 das Betriebsgelände der Stadtbahn, auf dem neben einer Abstellhalle auch Waschanlage, Werkstatt, Lager, Verwaltung und Betriebszentrale untergebracht sind. Der Wartungsbereich im südlichen Teil des zentralen Hallengebäudes verfügt über insgesamt vier Gleise, davon zwei aufgeständerte Wartungsleise mit Dacharbeitsflächen. Die Abstellung der Fahrzeuge erfolgt daneben in einer zwölfgleisigen Wagenhalle mit vorgelagerter Gleisharfe. Ganz im Norden schließt sich das Waschgleis an. Das Wasch- und zwei der Abstellgleise besitzen Tore zu zwei Seiten und sind daher von den Fahrzeugen beidseitig anfahrbar, im Bereich der anderen Gleise schließen sich flankierend Lager und Verwaltungstrakt an. Das Gelände umschließt ein großes Wendegleis, von dem ausgehend eine Ausfahrt zur Strecke in beide Richtungen möglich ist.

### Depot Petosino
Zusätzlich zum bestehenden Betriebshof wird in der Nähe der zukünftigen Haltestelle Petosino bis Oktober 2025 ein Depot gebaut, welches für die Abstellung und Reinigung von bis zu zehn weiteren Fahrzeugen der neuen Linie T2 vorgesehen ist. Das Areal entsteht südlich der künftigen T2-Strecke am Ende der Via Don Benigno Zenoni in einem Gewerbegebiet der Gemeinde Sorisole. Es wird eine Wagenhalle und eine westlich daran angrenzende Wendeschleife umfassen. Der Betrieb der zweiten Linie und der schwere Unterhalt der Fahrzeuge soll in Rancia erfolgen.

## Fahrzeuge

### AnsaldoBreda Sirio

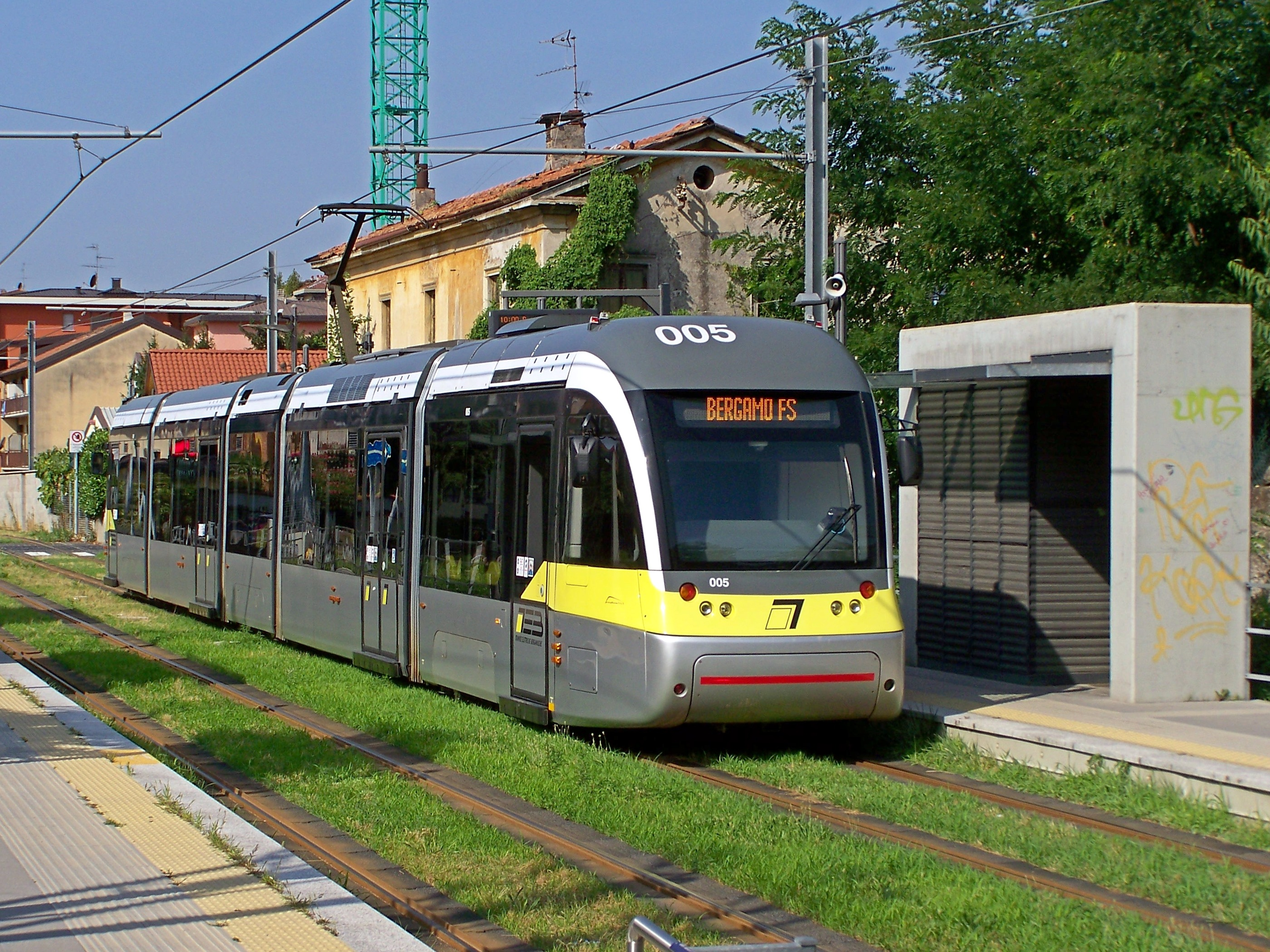
Sirio-Straßenbahnwagen an der Haltestelle Negrisoli

Der heutige Wagenpark umfasst 14 fünfteilige Niederflur-Gelenktriebwagen vom Typ AnsaldoBreda Sirio, welche 2008–2009 geliefert wurden und die Betriebsnummern 001–014 erhalten haben. Die Innenausstattung wurde von Krizia designt, die äußere Gestaltung stammt von Pininfarina. Die fünfteiligen Zweirichtungsfahrzeuge besitzen 177 Steh- und 62 Sitzplätze und je vier Fahrgast-Doppeltüren pro Seite. Die Höchstgeschwindigkeit beträgt 70 km/h, die Gesamtlänge einer Straßenbahn sind 32,06 Meter, dessen Breite 2,4 Meter. Die Elektromotoren werden mit 750 Volt Gleichstrom angetrieben.

### Škoda ForCity Classic
Zur Bedienung der zweiten Linie wurden von Škoda Transportation 10 niederflurige Gelenkwagen Škoda ForCity Classic mit einer Länge von 33 Metern und einer Kapazität von 281 Fahrgästen bestellt. Der fünfteilige Multigelenkwagen wird mit drei Drehgestellen zu je zwei Achsen ausgestattet sein, vier Fahrgast-Doppeltüren je Seite aufweisen, 66 Sitzplätze bieten und auf gesamter Länge niederflurig sein. Die zehn Straßenbahnen werden als Zweirichtungsfahrzeuge ausgeführt, ihre Höchstgeschwindigkeit wird 70 km/h betragen.

### Arbeitsfahrzeuge

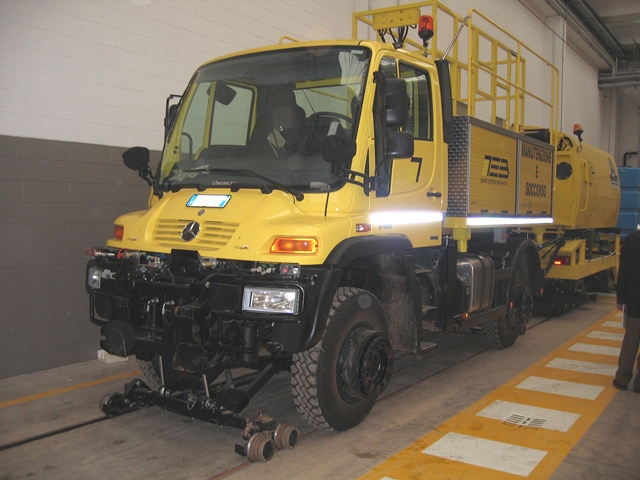
Hilfsfahrzeug der TEB auf Unimog-Basis

Außerdem besitzt der Straßenbahnbetrieb ein Zweiwegefahrzeug zur Instandhaltung und für Hilfsfahrten sowie einen Straßenbahn-Anhänger für Wartungsarbeiten an der Strecke.

## Fahrplan
An Werktagen sowie an Samstagen außerhalb der Schulferien wird die Linie im 15-Minuten-Takt bedient. Während der Hauptverkehrszeiten an Schultagen verkehrt alle fünf bis zehn Minuten eine Bahn. Samstags während der Ferien sowie sonn- und feiertags wird ein 30-Minuten-Takt angeboten.
Die tägliche Betriebszeit geht von 6 bis 22 Uhr.
99 % der Fahrten sind weniger als 5 Minuten verspätet, 98 % weniger als 2 Minuten.